# Tätörtssläktet
Tätörtssläktet är ett släkte av örter i familjen tätörtsväxter. I Sverige finns tre arter: tätört eller vanlig tätört (Pinguicula vulgaris), dvärgtätört (Pinguicula villosa) och fjälltätört (Pinguicula alpina). Tätörten har lila blommor och den avsevärt mindre dvärgtätörten har ljuslila, medan fjälltätörten har vita. 
Växten har en bladrosett på marken, och en blomma på en stängel som hos den vanliga tätörten kan bli 18 centimeter hög. Tätörten är en köttätande växt. Den fångar små insekter på de klibbiga bladen. Djuret löses upp med proteinnedbrytande enzymer, så att växten kan tillgodogöra sig den kväverika näringen. Det har beräknats att bladen har 25 000 körtlar per kvadratcentimeter, som utsöndrar det enzymrika slem som används för fångsten. 
Tätörten är relativt vanlig i hela Sverige, och växer gärna i fuktig mark som vid myrar. Första beskrivningen av tätört i Sverige finns i Olof Rudbecks Catalogus plantarum från 1658. 
Förr använde man ibland tätört för att bereda fil, men det är tveksamt om växten egentligen hade någon större funktion i sammanhanget. 

## Dottertaxa till Tätörter, i alfabetisk ordning[1]
- Pinguicula acuminata
- Pinguicula agnata
- Pinguicula albida
- Pinguicula alpina
- Pinguicula antarctica
- Pinguicula apuana
- Pinguicula balcanica
- Pinguicula benedicta
- Pinguicula bissei
- Pinguicula caerulea
- Pinguicula calderoniae
- Pinguicula calyptrata
- Pinguicula caryophyllacea
- Pinguicula casabitoana
- Pinguicula chilensis
- Pinguicula christinae
- Pinguicula clivorum
- Pinguicula colimensis
- Pinguicula conzattii
- Pinguicula corsica
- Pinguicula crassifolia
- Pinguicula crenatiloba
- Pinguicula crystallina
- Pinguicula cubensis
- Pinguicula cyclosecta
- Pinguicula debbertiana
- Pinguicula ehlersiae
- Pinguicula elizabethiae
- Pinguicula elongata
- Pinguicula emarginata
- Pinguicula esseriana
- Pinguicula filifolia
- Pinguicula fiorii
- Pinguicula fontiqueriana
- Pinguicula gigantea
- Pinguicula gracilis
- Pinguicula grandiflora
- Pinguicula greenwoodii
- Pinguicula gypsicola
- Pinguicula habilii
- Pinguicula hemiepiphytica
- Pinguicula heterophylla
- Pinguicula ibarrae
- Pinguicula imitatrix
- Pinguicula immaculata
- Pinguicula infundibuliformis
- Pinguicula involuta
- Pinguicula ionantha
- Pinguicula jackii
- Pinguicula jaraguana
- Pinguicula jarmilae
- Pinguicula jaumavensis
- Pinguicula kondoi
- Pinguicula laueana
- Pinguicula laxifolia
- Pinguicula leptoceras
- Pinguicula lignicola
- Pinguicula lilacina
- Pinguicula lippoldii
- Pinguicula lithophytica
- Pinguicula longifolia
- Pinguicula lusitanica
- Pinguicula lutea
- Pinguicula macroceras
- Pinguicula macrophylla
- Pinguicula mariae
- Pinguicula martinezii
- Pinguicula mesophytica
- Pinguicula mirandae
- Pinguicula moctezumae
- Pinguicula moranensis
- Pinguicula mundi
- Pinguicula nevadensis
- Pinguicula nivalis
- Pinguicula oblongiloba
- Pinguicula orchidioides
- Pinguicula parvifolia
- Pinguicula pilosa
- Pinguicula planifolia
- Pinguicula poldinii
- Pinguicula potosiensis
- Pinguicula primuliflora
- Pinguicula pumila
- Pinguicula ramosa
- Pinguicula rectifolia
- Pinguicula reticulata
- Pinguicula rotundiflora
- Pinguicula sharpii
- Pinguicula takakii
- Pinguicula toldensis
- Pinguicula utricularioides
- Pinguicula vallisneriifolia
- Pinguicula vallis-regiae
- Pinguicula variegata
- Pinguicula villosa
- Pinguicula vulgaris
- Pinguicula zecheri

## Bildgalleri

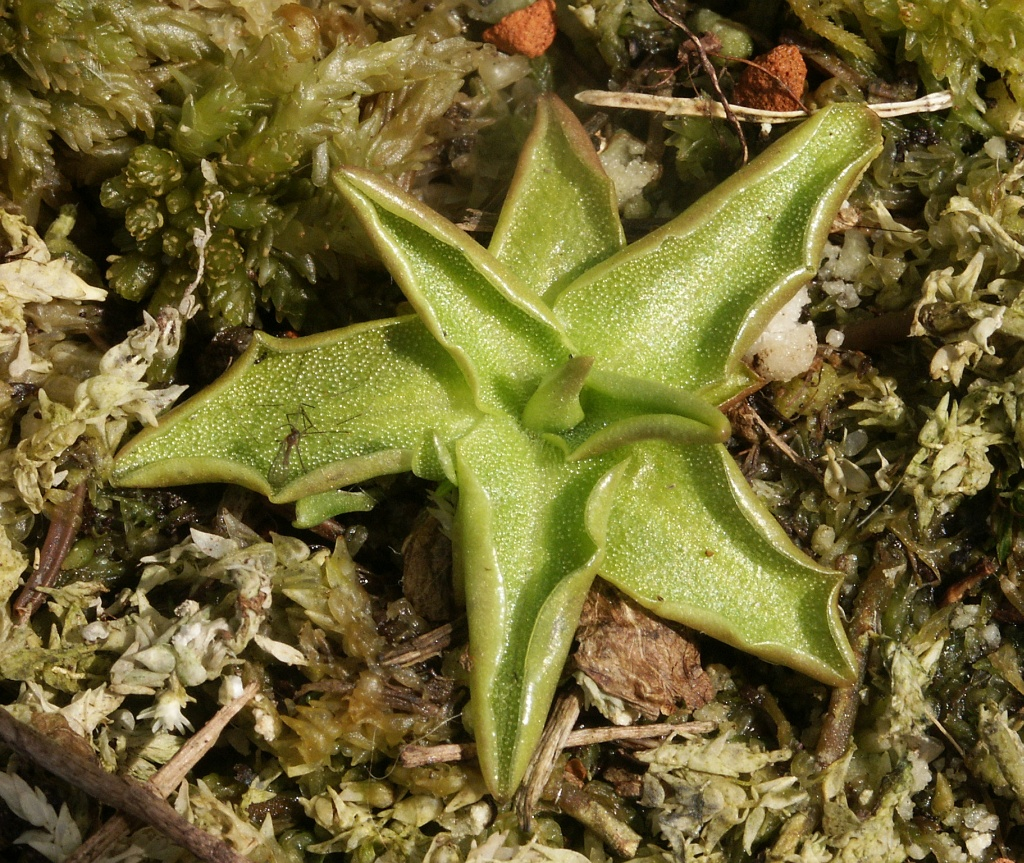
Vanlig tätört, bladrosett
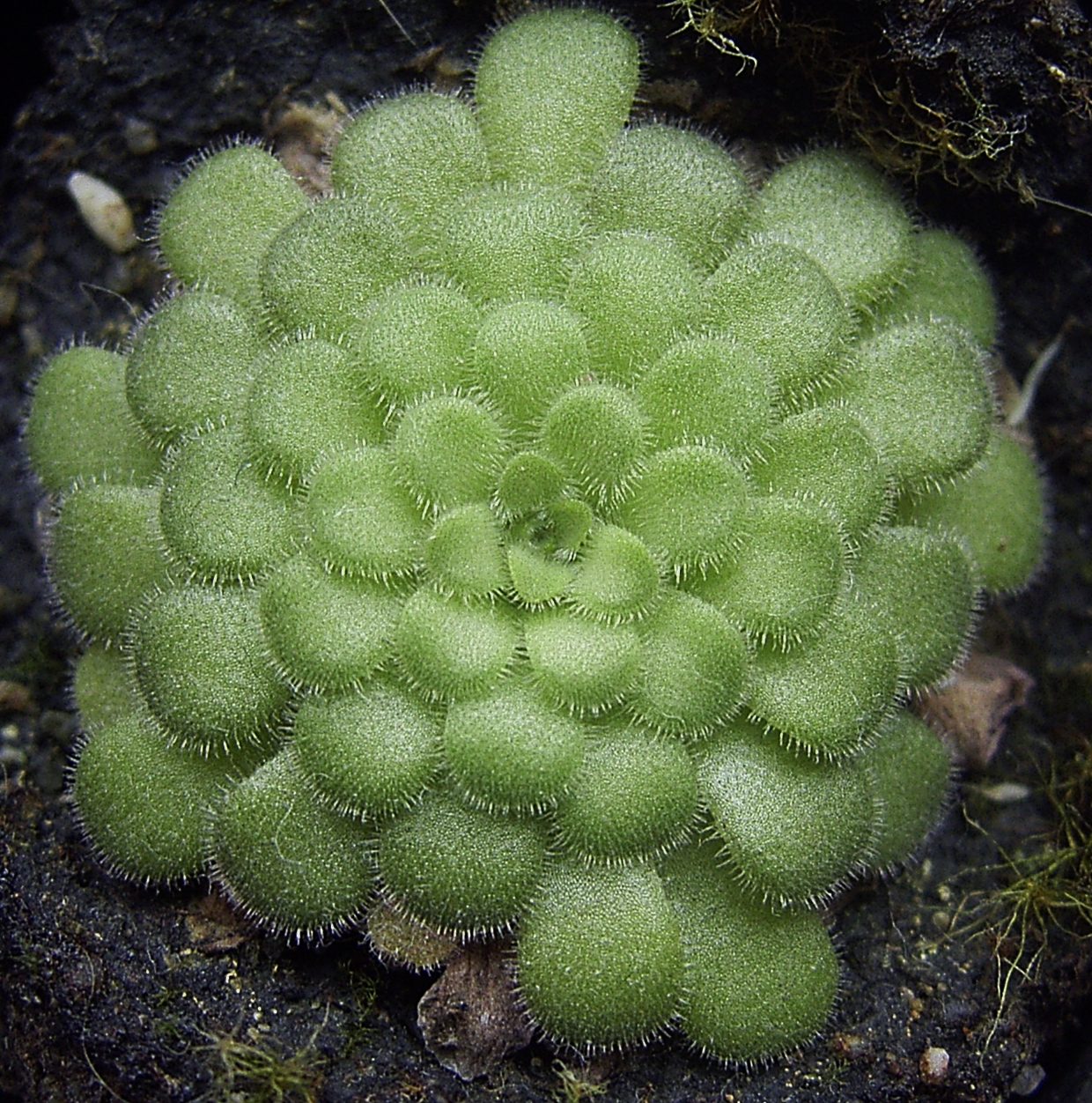
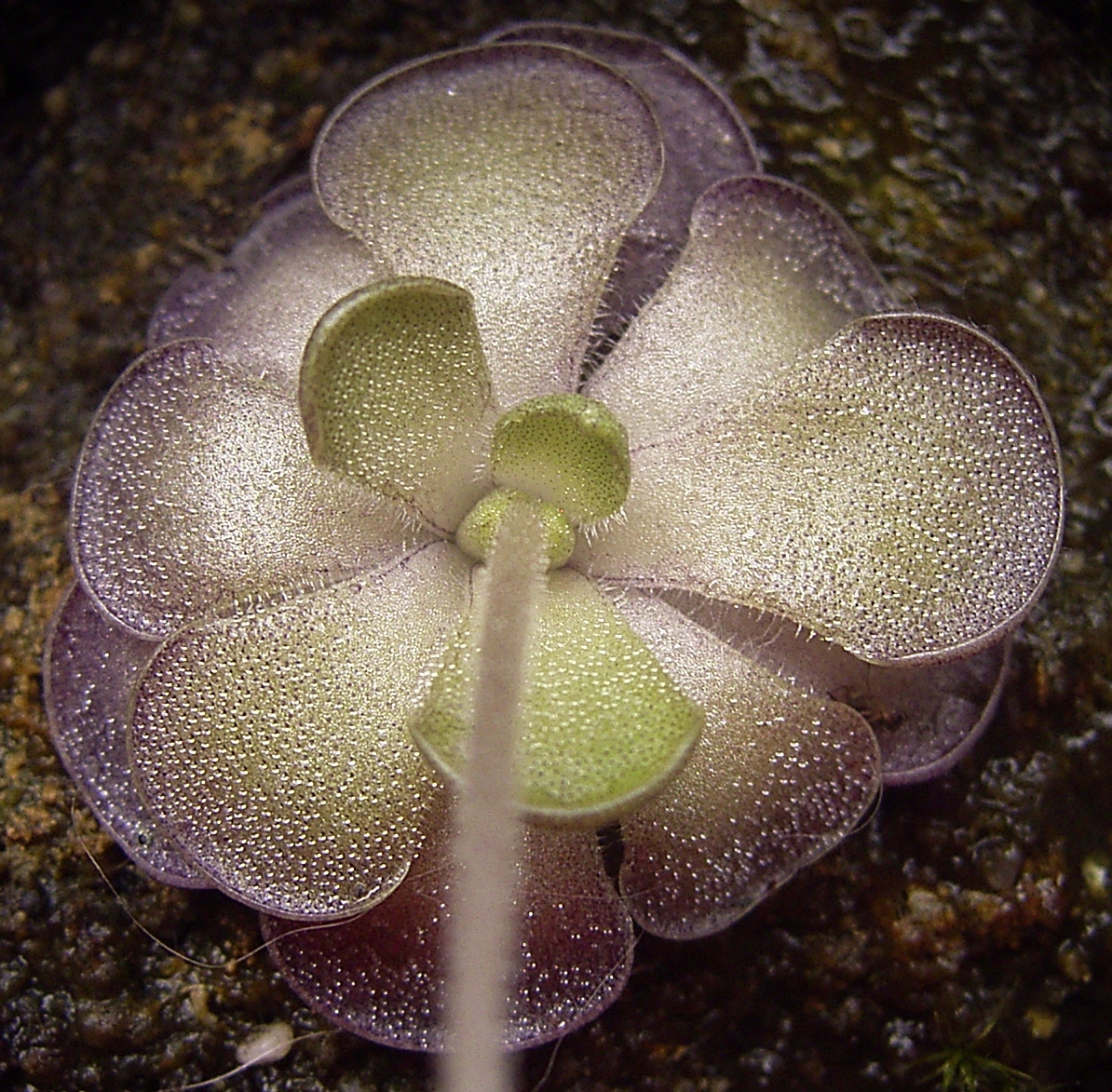
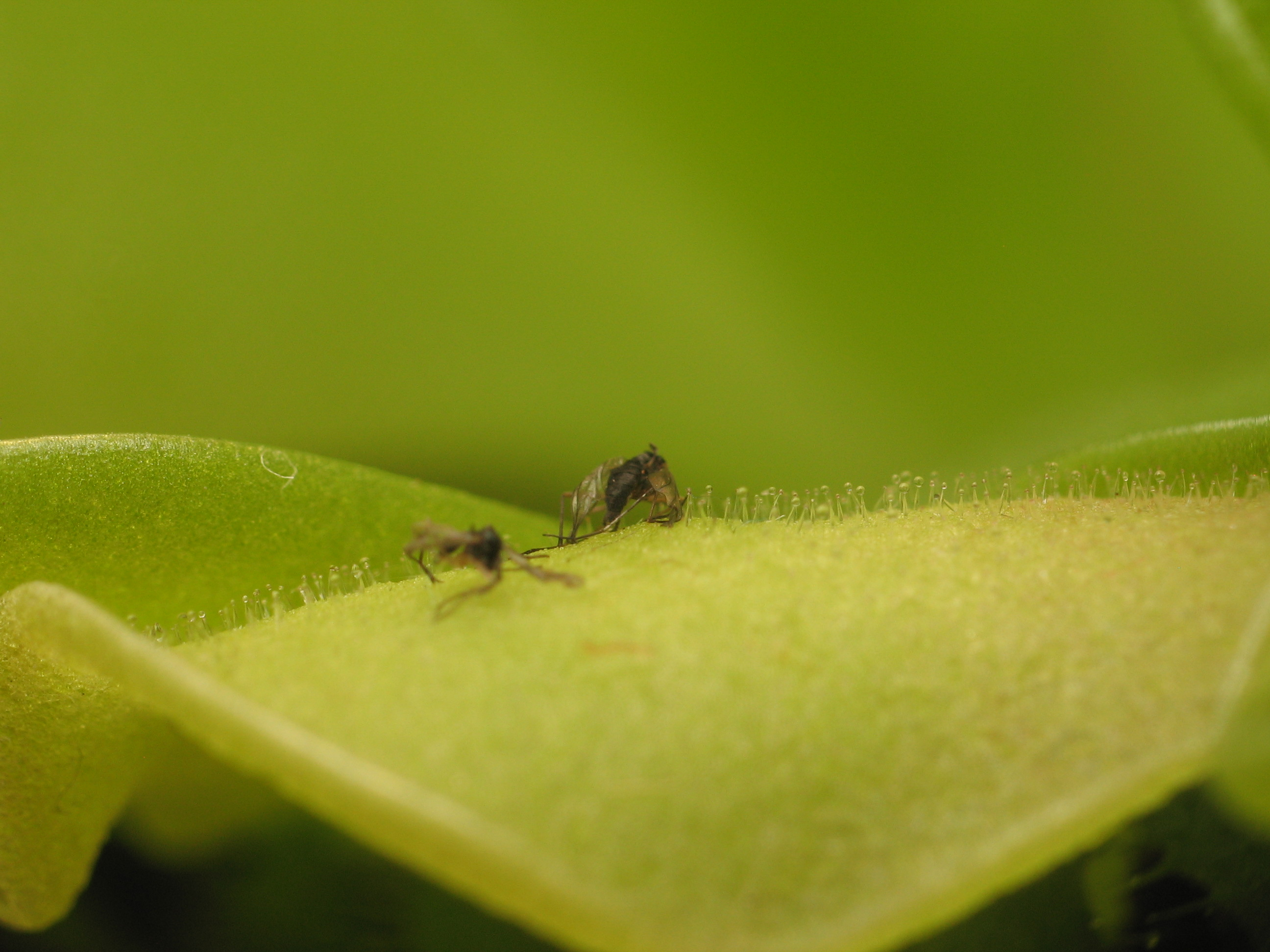
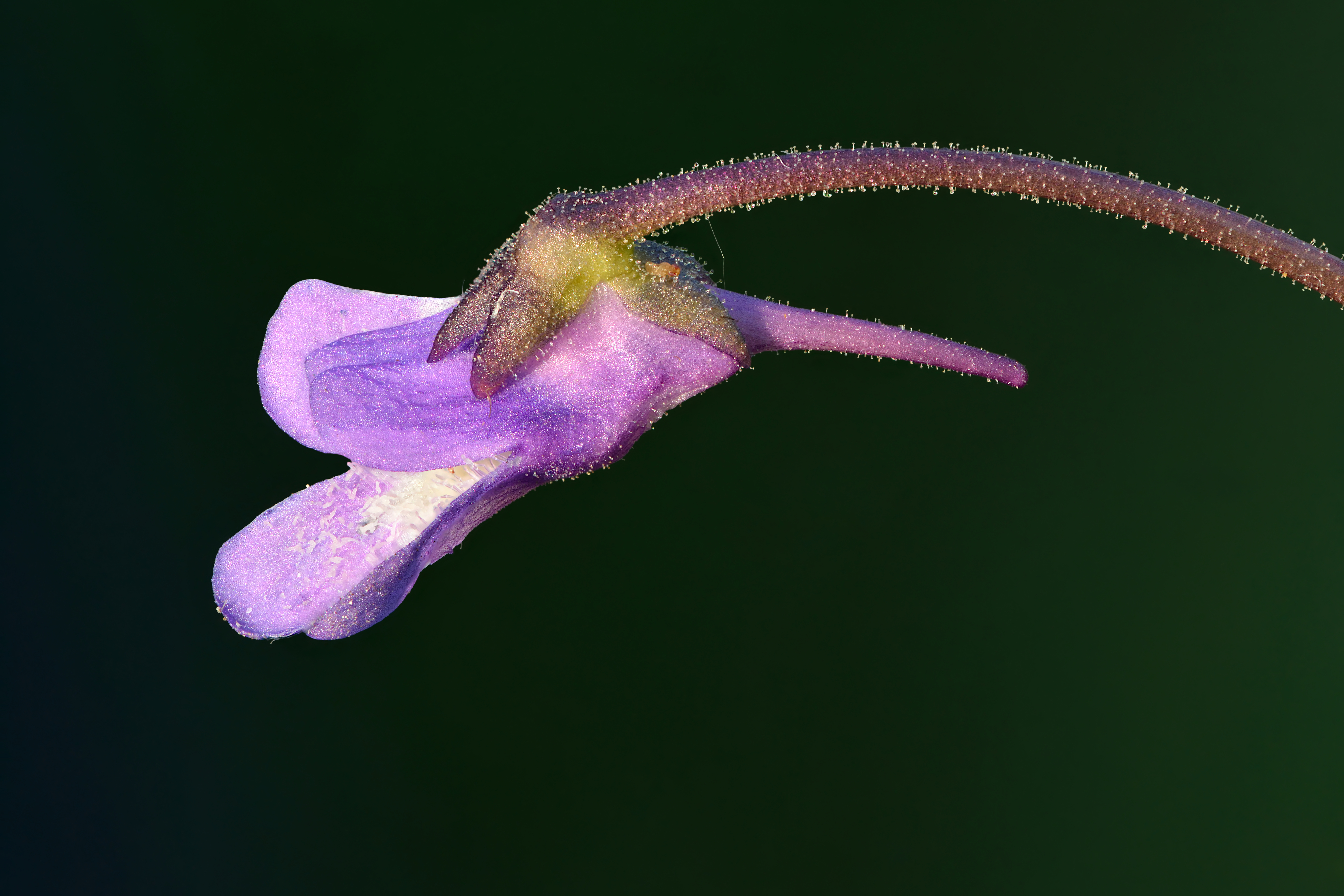
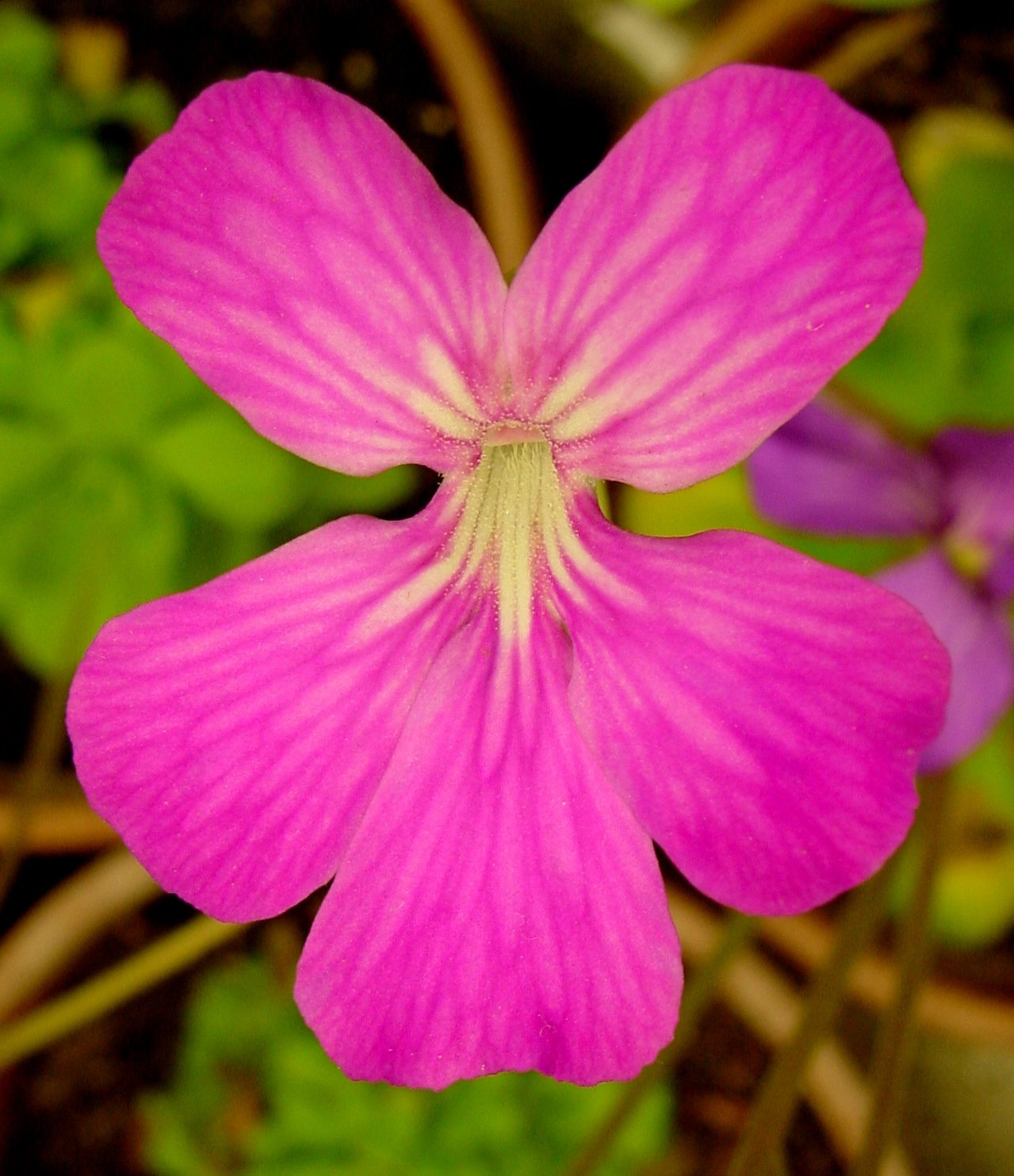